# Карауш Васіле
Васіле Карауш (рум. Vasile Caraus, рум. Vasile Cărăuş, * 6 серпня 1988, Криуляни) — молдовський футболіст, колишній півзахисник національної збірної Молдови.

## Клубна кар'єра
Професійну кар'єру розпочав 2007 року у кишинівському клубі «Академія». 2008 року перебував в оренді у складі представника російської Прем'єр-ліги клуба «Спартак-Нальчик», не зміг пробитися до основної команди клубу, обмежившись виступами за команду спартаківських дублерів, після чого повернувся до Кишинева. 
Перед початком сезону 2009/10 приєднався до запорізького «Металурга», у складі якого дебютував в матчах Прем'єр-ліги України 19 липня 2009 року у грі проти сімферопольської «Таврії» (0:2). У першій половині сезону регулярно з'являвся на полі у стартовому складі «Металурга», після зимової перерви матчі чемпіонату розпочинав вже здебільшого на лаві запасних запорізької команди. Загалом протягом свого першого сезону в Україні взяв участь у 16 іграх Прем'єр-ліги. З початку сезону сезону 2010/11 — гравець дублюючого складу «Металурга».
Влітку 2011 року повернувся в Молдову, де виступав за низку місцевих клубів.

## Виступи за збірні
Має досвід виступів у юнацькій і молодіжній збірних командах Молдови. 2009 року провів один матч у складі національної збірної своєї країни.